# Sodasjöpipare
Sodasjöpipare (Anarhynchus pallidus) är en afrikansk vadarfågel i familjen pipare.

## Kännetecken

### Utseende
Sodasjöpiparen är en liten (14 cm) gråbrun och vit pipare med ett smalt kastanjebrunt bröstband. Adulta hanen har ett svart band ovan vit panna och ett kort och svart ögonstreck. Honan liknar hanen men saknar de svarta teckningarna. Ungfågeln har ett helt eller brutet grått bröstband och saknar både svart och kastanjebrunt i fjäderdräkten.

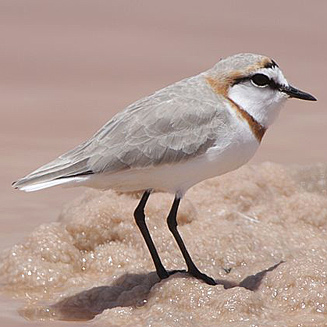

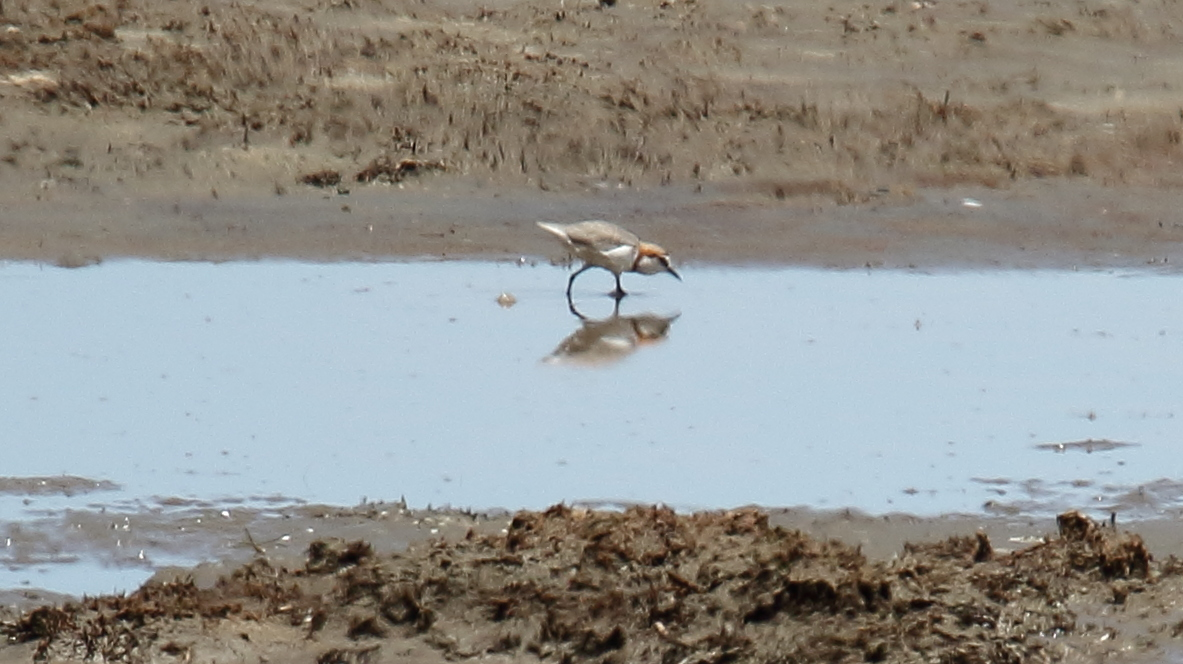

### Läten
Arten är relativt tystlåten, men vassa "pii" hörs i flykten. Spellätet består av en märklig, komplex serie nasala drillningar.

## Utbredning och systematik
Sodasjöpipare förekommer i Afrika söder om Sahara delas in i två underarter med följande utbredning:
- Anarhynchus pallidus pallidus – förekommer i vissa lokaler i södra Afrika: utmed kusten från sydvästra Angola fläckvist runt Sydafrika till Moçambique, men även lokalt i inlandet i norra Namibia, norra Botswana och centrala delen av norra Sydafrika
- Anarhynchus pallidus venustus – förekommer i sodasjöar i Rift Valley vid gränsen mellan Kenya och Tanzania

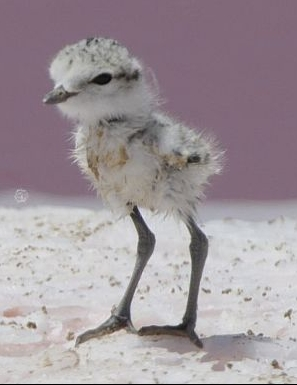
Nykläckt unge sodasjöpipare.

### Släktestillgörighet
Sodasjöpipare placeras traditionellt, liksom de flesta pipare, i det stora släktet Charadrius. Flera genetiska studier har dock visat att arterna i släktet inte är varandras närmaste släktingar. Istället är en stor grupp strandpipare, däribland sodasjöpipare, närmare släkt med vipor i Vanellus och andra udda pipare som australiska inlandspiparen (Peltohyas australis) och arten snednäbb i Nya Zeeland (Anarhynchus frontalis) än med typarten för släktet större strandpipare.  Tongivande Clements m.fl. implementerade 2023 dessa resultat i sin systematik, vilket medfört att denna grupp lyfts ur Charadrius och istället förenats med snednäbben i släktet Anarhynchus. 

## Levnadssätt
Arten föredrar saliner, saltsjöar och kustnära laguner och flodmynningar. Födan består av insekter som ibland fångas i flykten och kräftdjur som den plockar i strandkanten. Fågeln är troligen delvis flyttfågel och rör sig nomadiskt.

## Status
Arten har ett stort utbredningsområde, men eftersom dess krav på habitat är rätt specifik förekommer den mycket fläckvist. Utanför häckningstid återfinns den endast på nio lokaler som påverkas av habitatförstörelse. Wetlands International (2021) uppskattade beståndet i södra Afrika till 11 000–16 000 individer och östra Afrika till 6 500 individer. Beståndets utveckling är än så länge stabilt. Internationella naturvårdsunionen IUCN kategoriserar den sammantaget som livskraftig (LC).